# Gizeh Raucherbedarf

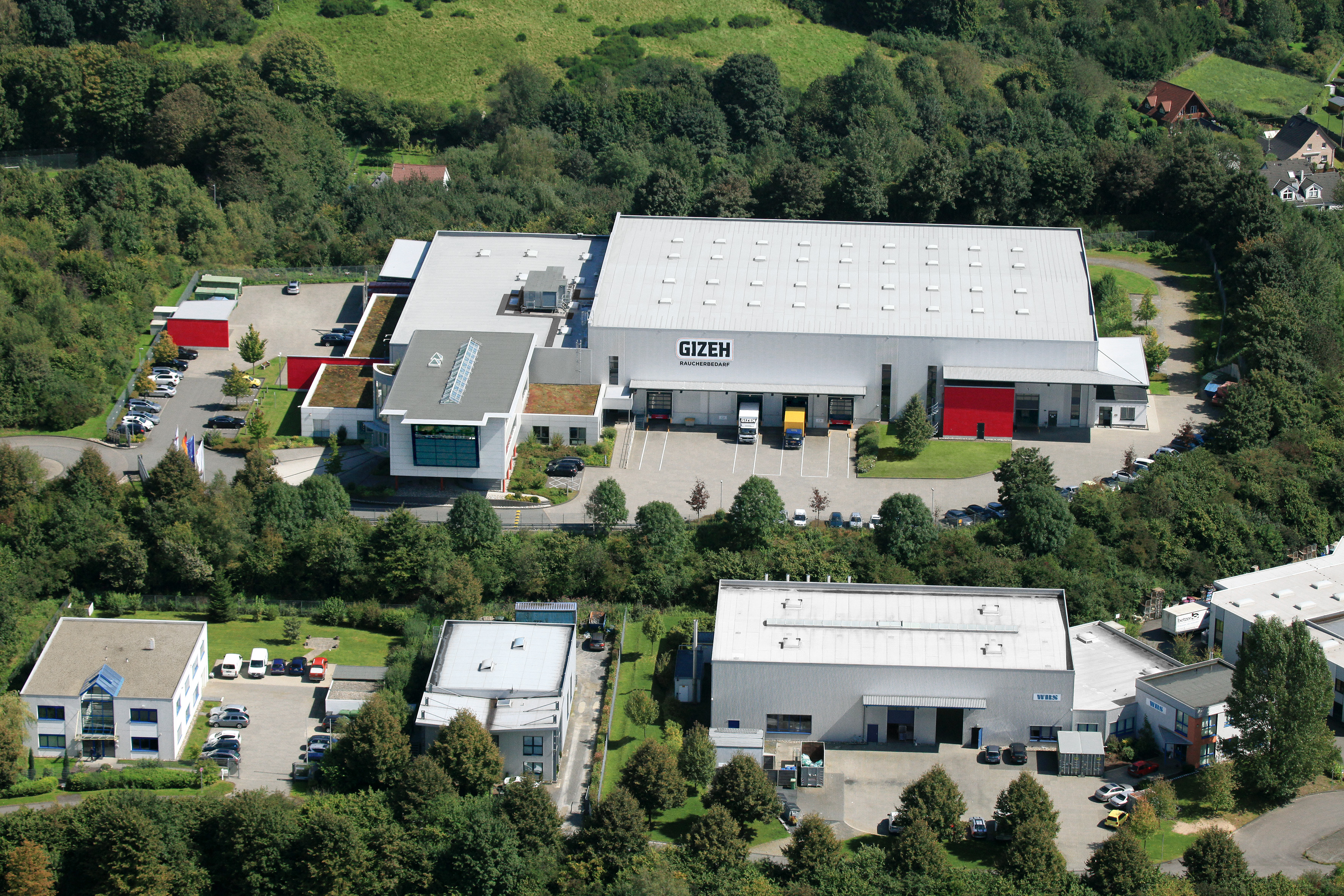
Gizeh Raucherbedarf GmbH, Gummersbach-Windhagen

Die Gizeh Raucherbedarf GmbH ist ein mittelständisches Unternehmen mit Hauptsitz in Gummersbach (Nordrhein-Westfalen). Gizeh produziert und vertreibt Blättchen, Filterhülsen, Eindrehfilter und Zubehör für das Drehen und Stopfen von Zigaretten. An insgesamt vier Produktionsstätten und in einem Zentrallager (Gummersbach, Bremen-Woltmershausen, Lager in Bergneustadt, Imbsheim in Frankreich und St. Peter in Österreich) sind über 600 Mitarbeiter beschäftigt. Gizeh exportiert die Marken Gizeh und Mascotte weltweit in über 80 Länder. Seit 1997 gehört die Gizeh Raucherbedarf GmbH zur niederländischen Unternehmensgruppe Mignot & De Block.

## Unternehmen

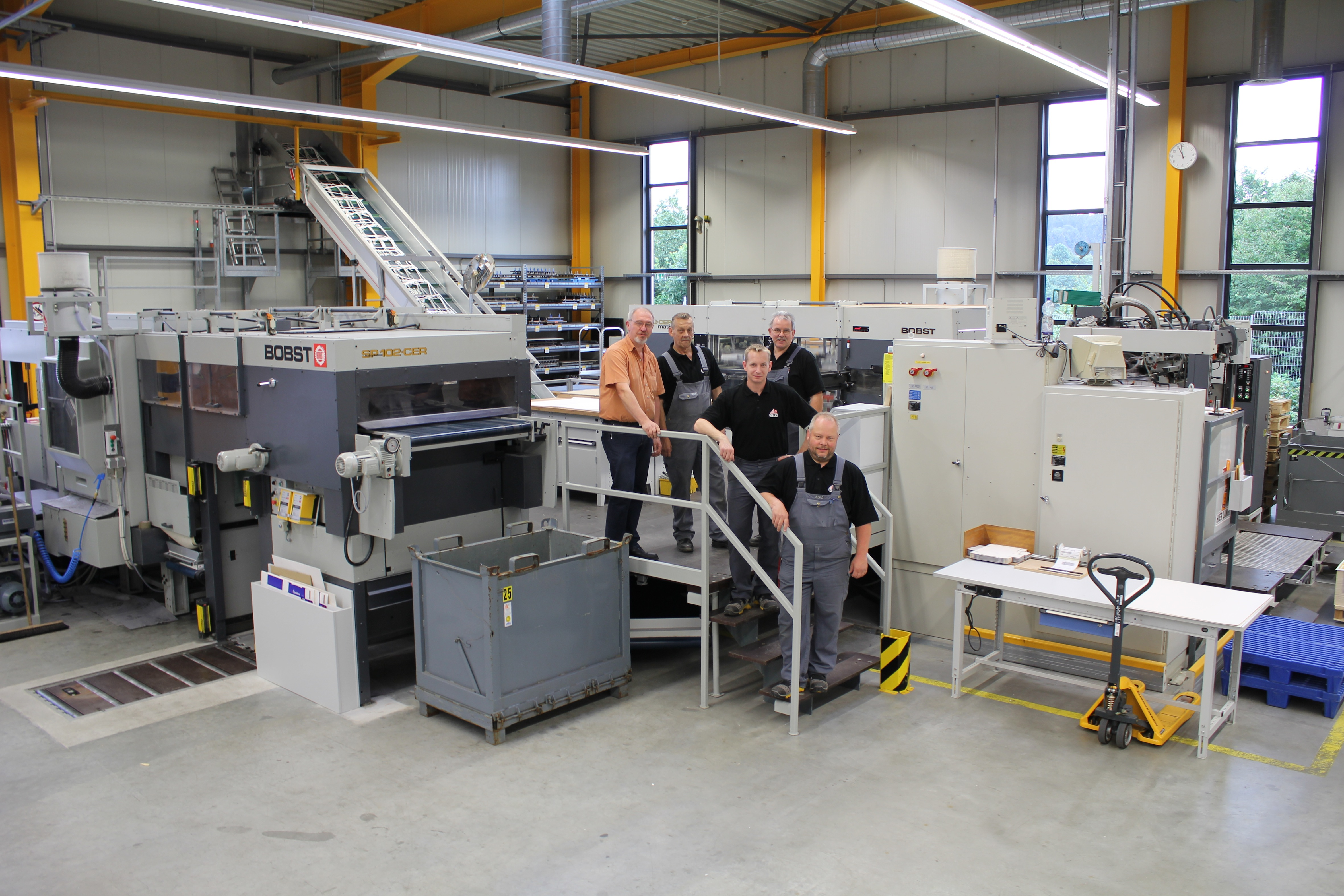
Mitarbeiter der Gizeh Druckerei in Gummersbach-Windhagen an der Stanzmaschine

Die Gizeh Raucherbedarf GmbH verarbeitet Zigarettenpapier zu Blättchen und Filterhülsen. Sie vermarktet diese Produkte international unter verschiedenen Markennamen; die bekanntesten Marken sind Gizeh (Deutsche Standards: Marke des Jahrhunderts 2007 und 2010), Mascotte, Silver Tip und Marie. Zum Sortiment gehören auch Eindrehfilter und Stopfgeräte.
In Gummersbach sind die Druckerei, die Verwaltung sowie der nationale und internationale Vertrieb angesiedelt. Gizeh gehört zu den wenigen Unternehmen in der Konsumgüterindustrie, die über eine eigene Druckerei mit angeschlossener Stanze verfügen. Diese plant und produziert im Gewerbegebiet Gummersbach-Windhagen hochspezialisierte Verpackungen von Blättchen und Filterhülsen. 2017 nahm das Zentrallager in Bergneustadt die Arbeit auf.

## Produkte
In Deutschland gehört Gizeh zu den führenden Anbietern in den Marktsegmenten Drehen (roll your own) und Stopfen (make your own).

### Blättchen

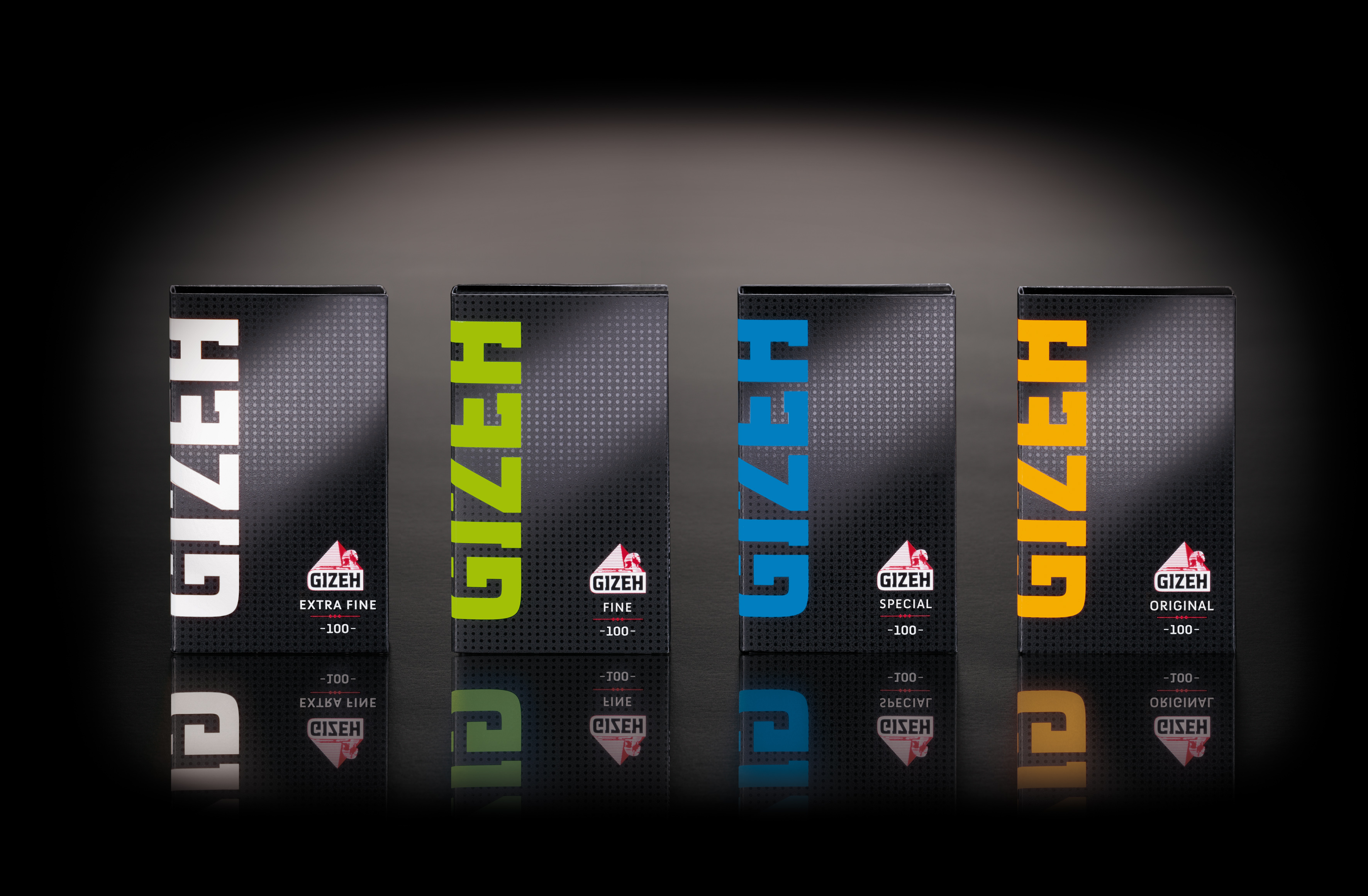
Gizeh-Blättchen werden mit unterschiedlichen Papiergewichten, Rohstoffen, verschiedenen Abbrennverhalten und Formaten angeboten

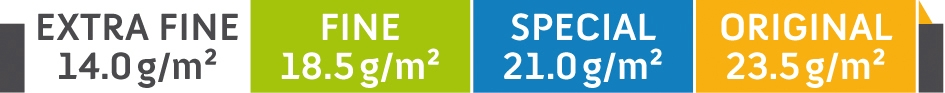
Die Grammaturleiste auf den Verpackungen informiert über das Papiergewicht

Blättchen aus dem Hause Gizeh gibt es in Papierstärken von 12 bis 23,5 Gramm Papiergewicht pro Quadratmeter. Hauptbestandteile sind entweder Zellulose, eine Flachs/Hanf-Mischung oder Hanf. Die natürliche Gummierung besteht aus Gummiarabicum oder auf Stärkebasis hergestelltem Dextrin. Gizeh-Blättchen unterscheiden sich im Abbrenn-Verhalten (slow, medium, regular burning) sowie in den Maßen regular size: 35,8 mm × 68 mm, extra slim size: 27,8 mm × 68 mm, king size slim: 44 mm × 107 mm. Einige Blättchenvarianten sind an einer Längsseite mit Eckenabschnitten ausgestattet, die das Eindrehen erleichtern. Das Packungsdesign der Produktserie Gizeh Black wurde 2011 mit dem red dot Design Award ausgezeichnet.

### Filterhülsen
Filterhülsen aus dem Hause Gizeh gibt es in unterschiedlichen Ausführungen: Standard- und Extrahülsen unterscheiden sich durch die Hülsenlänge, dem Durchmesser oder die Länge des Filters (Standard 15 Millimeter, Extra 25 Millimeter). Darüber hinaus gibt es Filterhülsen mit Mikroperforation („Airstream-Filter“) und mit Aktivkohle.

### Zubehör
Gizeh bietet ergänzend zu Blättchen und Filterhülsen eine passende Zubehörpalette an. Wichtigste Bestandteile des Zubehörsortiments sind Eindrehfilter in verschiedenen Durchmessern von 5,3 bis acht Millimetern aus verschiedenen Materialien (z. B. ohne Celluloseacetat zur besseren Abbaubarkeit) sowie Stopfgeräte und Wickler. Gizeh entwickelt seit mehr als 40 Jahren eigene Stopfgeräte. Der „Vario-Stopfer“ wurde im Jahr 2009 mit dem red dot Design Award ausgezeichnet. Das Gerät ist verstellbar und kann sowohl Standard- als auch Extra-Filterhülsen verarbeiten.

## Geschichte
Seit der Gründung der Gizeh Zigarettenpapier-Verarbeitungs-Gesellschaft im Jahr 1920 hat sich Gizeh vom regionalen Anbieter in Köln zu einem international handelnden Unternehmen entwickelt. Im Zweiten Weltkrieg wurde der Kölner Standort zerstört, die Produktion ins Bergische Land ausgelagert. 1955 entstand dort auch der neue Hauptsitz des Unternehmens (Bergneustadt). Gizeh produzierte hier nicht nur Raucherbedarf, sondern auch Verpackungen (heute Gizeh Verpackungen) und Lochkarten. Zu Beginn der 1980er Jahre errichtete Gizeh die Produktionsstandorte in Frankreich (Filterhülsen) und Österreich (Blättchen).
1997 verkaufte die Muttergesellschaft Schoeller & Hoesch das Gizeh-Werk an die Deutsche Beteiligungs AG. Diese gliederte die Sparte Raucherbedarf aus und verkaufte die neu gegründete Gizeh Raucherbedarf GmbH an das Familienunternehmen Mignot & De Block (Eindhoven, Niederlande). 2002 verließ Gizeh Raucherbedarf den Standort Bergneustadt und zog an den neu errichteten Stammsitz in Gummersbach-Windhagen.
Zum 1. Januar 2015 übernahm Gizeh die Filterhülsenproduktion der Brinkmann Tabakfabriken GmbH, jetzt Brinkmann Raucherbedarf GmbH.

## Name und Logo

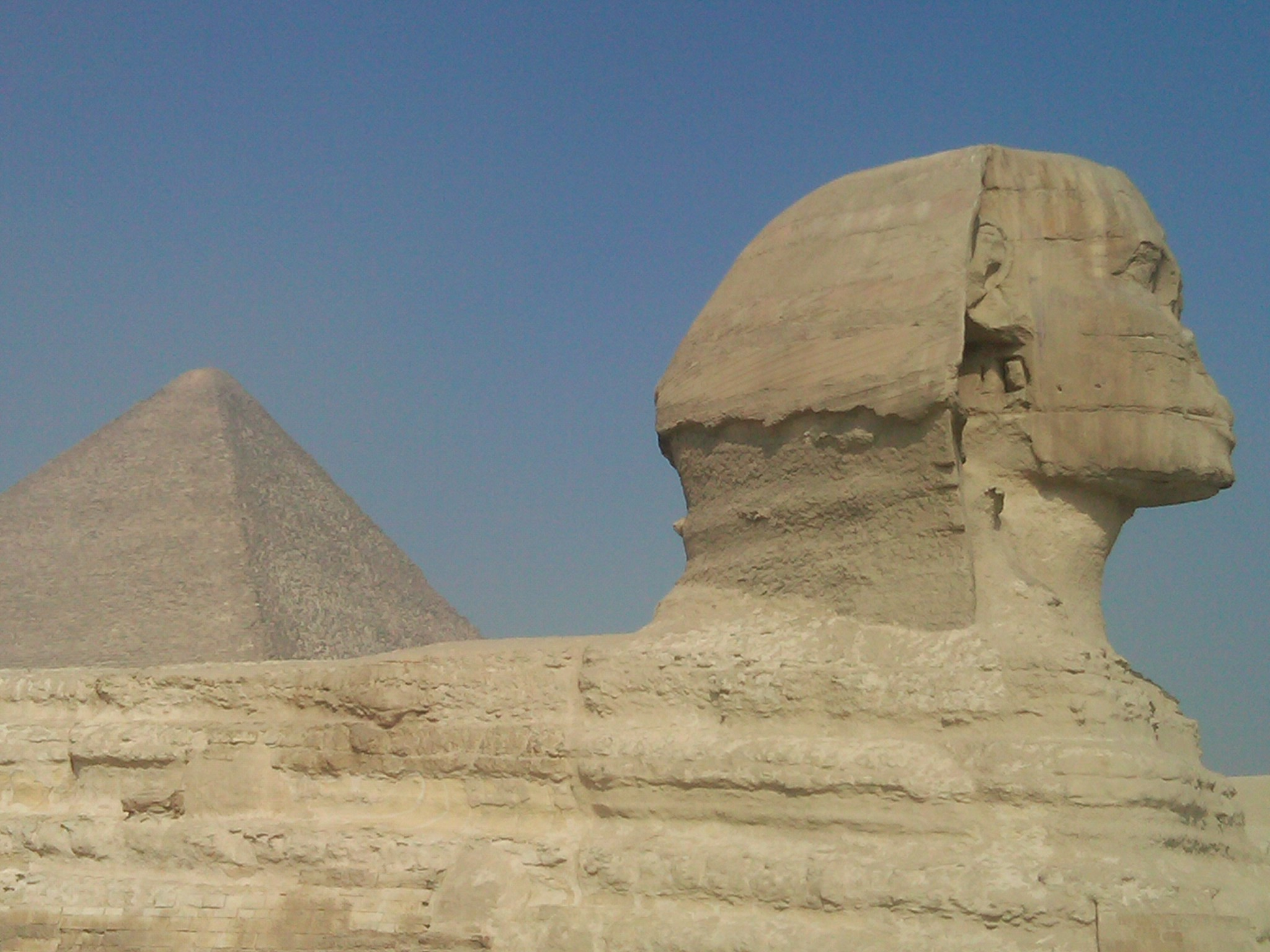
Die Große Sphinx von Gizeh mit der Cheops-Pyramide im Hintergrund

Der Name des Unternehmens ist abgeleitet von dem ägyptischen Ort Gizeh. Im Logo ist passend die Große Sphinx von Gizeh abgebildet mit der Cheops-Pyramide im Hintergrund. Es ist auch tatsächlich so, dass man hinter der Sphinx, aus einem bestimmten Blickwinkel betrachtet, die Pyramide sieht.